# لاكشمي راج شارما
لاكشمي راج شارما (بالإنجليزية: Lakshmi Raj Sharma)‏ هو مؤلف هندي، ولد في 1954 في ميرزابور في الهند.